# Sobiesław Zasada

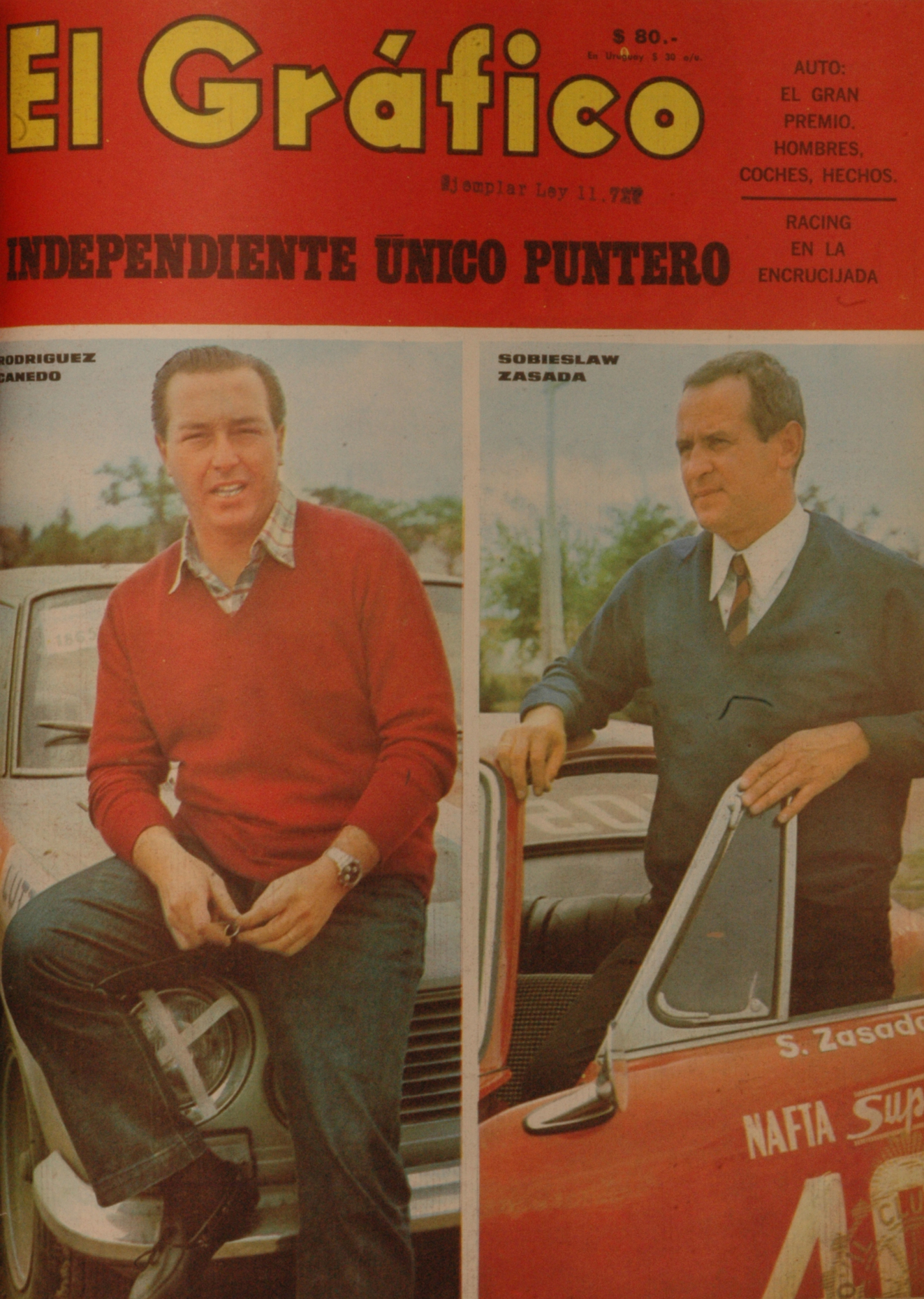
Sobiesław Zasada (po prawej) na okładce El Grafico (1967)

Sobiesław Jan Zasada (ur. 27 stycznia 1930 w Dąbrowie Górniczej) – polski kierowca rajdowy, ekonomista i przedsiębiorca.

## Życiorys
Absolwent Akademii Handlowej w Krakowie.
Kierowca fabryczny Steyr Puch (3 lata), Porsche (5 lat), BMW (2 lata) i Mercedes-Benz (3 lata). Autor wielu książek m.in.: „Samochód, Rajd, Przygoda” i „Moje rajdy”, opisujących jego rajdowe przygody oraz „Szybkość bezpieczna”, „Szybkość bezpieczna – Safari”, a także ich poszerzonej wersji „Szerokiej drogi. Doskonalenie techniki jazdy”.
W 1977 założył w Krakowie działającą do dziś firmę polonijną „Alpha” produkującą głównie zamki błyskawiczne, obecnie zajmującą się również przetwórstwem tworzyw sztucznych.
W latach 1981–1986 był konsultantem w pionie rozwoju firmy Porsche AG. Od 1990 współpracuje z przedsiębiorstwem Mercedes-Benz (do 1996 był generalnym przedstawicielem koncernu w Polsce). Utworzył grupę kapitałową, która w latach 90. XX wieku przejęła kontrolę nad największymi polskimi producentami ciężarówek i autobusów i kontrolowała wówczas m.in. przedsiębiorstwa Autosan i Jelcz, w ramach spółki Polskie Autobusy.
Sobiesław Zasada jest prezesem rady nadzorczej Grupy Zasada, jednej z większych grup kapitałowych w Polsce, która działa w branżach: motoryzacyjnej, deweloperskiej, produkcyjnej i lifestyle'owej.
Został członkiem honorowego komitetu poparcia Bronisława Komorowskiego przed przyspieszonymi wyborami prezydenckimi 2010 oraz przed wyborami prezydenckimi w 2015.
Sobiesław Zasada powrócił do rajdów w Rajdzie Safari 2021, co czyni go najstarszym kierowcą startującym w rajdowych mistrzostwach świata. Wcześniej startował w Rajdzie Safari 8 razy, ostatni raz w 1997.
Jego żoną od 1952 była Ewa Zasada (1930–2021), która wielokrotnie była także jego pilotem w rajdach samochodowych.

## Nagrody
Laureat Nagrody Kisiela 1996. W 2001 otrzymał medal Kalos Kagathos, w 2009 nagrodę Laur Magellana za całokształt działalności zawodowej. W 2021 został uhonorowany Nagrodą Miasta Krakowa. W 2024 roku został uhonorowany nagrodą Małopolanina Roku 2023.
W 1967 zwyciężył, a ponadto jeszcze cztery razy znalazł się w dziesiątce najlepszych sportowców Polski w Plebiscycie „Przeglądu Sportowego” (1966 – 4 m., 1967 – 1 m., 1968 – 6 m., 1971 – 6 m., 1978 – 6 m.).

## Odznaczenia
1 czerwca 2000 został odznaczony przez Prezydenta RP Aleksandra Kwaśniewskiego Krzyżem Komandorskim z Gwiazdą Orderu Odrodzenia Polski, został również odznaczony Krzyżem Oficerskim (1974) i Krzyżem Kawalerskim (1968) tego orderu. Pięciokrotnie otrzymał Złoty Medal „Za Wybitne Osiągnięcia Sportowe”.
W marcu 2024 otrzymał Złotą Odznakę „Za Zasługi dla Sportu”.
29 stycznia 2025 otrzymał akt nadania tytułu Honorowego Obywatela Miasta Dąbrowa Górnicza z rąk prezydenta miasta Marcina Bazylaka.

## Osiągnięcia
- w młodości rzucał oszczepem (rekord życiowy 55,65 m w 1951),
- 3 złote medale mistrza Europy w rajdach 1966, 1967, 1971,
- 3 srebrne medale wicemistrza Europy w rajdach 1968, 1969, 1972,
- 8-krotny rajdowy mistrz Polski, 1960, 1961, 1963, 1966, 1967, 1968, 1971, 1973
- zwycięzca 148 rajdów samochodowych, w tym[17]:
  - Rajd Polski: 1964, 1967, 1969, 1971
  - Rajd Barbórka: 1965, 1966, 1969
  - Rajd Dolnośląski: 1959, 1961, 1962, 1966, 1969, 1971, 1972, 1973
  - Rajd Wisły: 1959, 1961, 1963, 1965, 1966, 1967, 1969, 1973
  - Rajd Kormoran: 1968, 1973
  - Rajd Ziemi Lubelskiej: 1962
  - Świętokrzyski Rajd Samochodowy: 1962

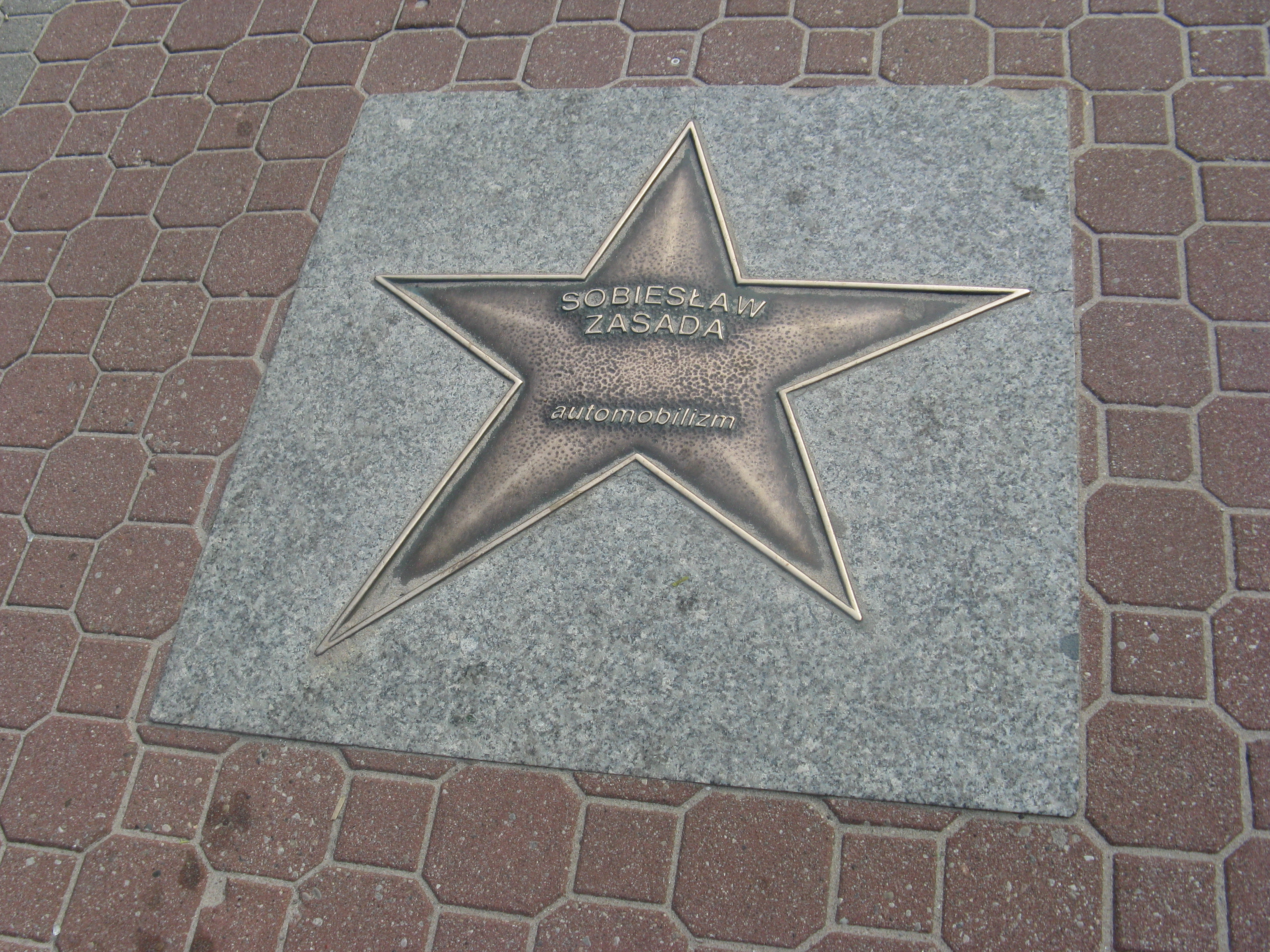
Gwiazda w Alei Gwiazd Sportu we Władysławowie

  - Rajd Ziemi Krakowskiej: 1966
  - Rajd Kraków – Rzeszów: 1967
  - Rallye Vltava: 1964
  - Rajd Wartburga: 1964
  - Rallye Adriatique: 1965
  - Gran Premio Argentino: 1967
  - Rajd Austrii: 1967
  - Rajd NRD: 1971, 1972
  - Rajd Trzech Miast: 1972
  - Rajd Złote Piaski: 1972
  - Rallye Slovensko Tatry: 1973
  - Rajd Press-on-Regardless: 1975

## Miejsce naliście najbogatszych Polaków Wprost[18]
- 2009 – miejsce 33 (800 mln zł)
- 2008 – miejsce 32 (1000 mln zł)
- 2007 – miejsce 25 (1000 mln zł)
- 2006 – miejsce 43 (400 mln zł)
- 2005 – miejsce 38 (405 mln zł)
- 2004 – miejsce 35 (450 mln zł)
- 2003 – miejsce 32 (420 mln zł)
- 2002 – miejsce 29 (400 mln zł)
- 2001 – miejsce 20
- 2000 – miejsce 14
- 1999 – miejsce 11
- 1998 – miejsce 5
- 1997 – miejsce 5
- 1996 – miejsce 5
- 1995 – miejsce 19
- 1994 – miejsce 7
- 1993 – miejsce 14
- 1992 – miejsce 11
- 1991 – miejsce 7
- 1990 – miejsce 2

## Publikacje książkowe
- 1970: „Samochód, Rajd, Przygoda”, wyd. Sport i Turystyka, s. 267.
- 1970, 1992, 1993, 2002: „Szybkość bezpieczna. Rajdy świata”, wyd. Motorpress, s. 366. ISBN 83-923153-1-6 (tłumaczona na języki: czeski 1974 i 1975, bułgarski 1977, litewski 1979 i 2002, łotewski 1982 i 2004, rosyjski).
- 1978: „Uwagi i rady Sobiesława Zasady”, wyd. WKŁ, s. 165. (współautor: Dariusz Piątkowski).
- 1996: „Moje rajdy”, wyd. Moto-Press. ISBN 83-905612-1-2.
- 2004: „Szybkość bezpieczna – Safari”, wyd. Przedsiębiorstwo Zagraniczne ALPHA, Kraków, s. 224. ISBN 83-902196-1-1.
- 2009: „Szerokiej drogi. Doskonalenie techniki jazdy”, wyd. STO, s. 202. ISBN 978-83-60003-29-9.
- 2020: „Moje rajdy”, wyd. Oficyna Wydawnicza Przybylik &, Warszawa, ISBN 978-83-956193-0-4